# Meruzanes II Arzerúnio
Meruzanes II Arzerúnio (em grego: Μερουζάνης; romaniz.: Merouzánēs; em armênio: Մերուժան; romaniz.: Meružan) foi um nacarar armênio do final do século VIII, chefe da família Arzerúnio e príncipe de Vaspuracânia. Era filho do príncipe Arzerúnio Cacício I e irmão dos também príncipes Amazaspes I e Isaque I

## Nome
Meruzanes (Μερουζάνης, Merouzánēs), Maruzas (Μαρουζᾶς, Marouzãs) são as formas gregas do armênio Meruzã (Մե(հ)րուժան / Մերհուժան, Me(h)ružan / Merhužan) e Meuzã (Մեհուժան, Mehužan), que originou-se no persa médio Mitruchã (Mitrūčan) ou no parta Mirozã (Mihrozan). Todos esses nomes parecem ter se originado no iraniano antigo *Mitrabaujana (*MiΘra-bauǰ-ana-), "prazer, aproveitamento de Mitra", que por sua vez havia sido helenizado como Mitrobuzanes (Μιθροβουζάνης, Mitrobouzánēs).

## Vida

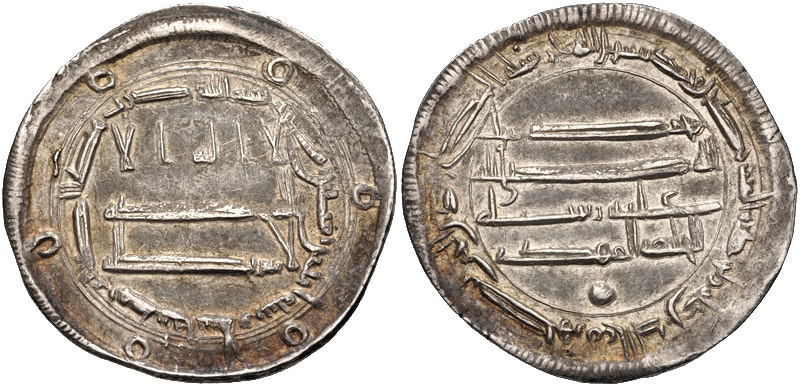
Dirrã de Almadi r.

Próximo dos anos 770, Meruzanes II permaneceu na Armênia, enquanto seu pai Cacício I e seus irmãos Amazaspes I e Isaque I foram presos, provavelmente na Mesopotâmia. Cacício morreu na prisão em 772, enquanto seus irmãos seriam libertados e enviados para a Armênia. Os três recusaram-se a participar na insurreição geral de 775, que terminou com a derrota armênia em Bagrauandena. Quatro anos depois, após nova revolta, o califa Almadi (r. 775–785) ordenou a prisão dos irmãos Amazaspes, Isaque e Meruzanes.
Após três anos, o carrasco questionou-lhes se preferiam a morte ou a apostasia. Isaque e Amazaspes optaram pela morte, enquanto Meruzanes a apostasia. Retornou à Armênia e tornou-se chefe dos Arzerúnios e príncipe de Vaspuracânia. Logo depois, dois filhos de Musel VI, Sapor e Bardas, se refugiaram com ele em Vaspuracânia, mas ele os assassinou. Meruzanes morreria algum tempo depois e seria sucedido por seu sobrinho Cacício II de quem nada se sabe, exceto que era pai de Amazaspes II, que por sua vez era pai de Asócio I, príncipe de Vaspuracânia em 863.